# Дунаш бен Лабрат
Дунаш бен Лабрат (920—990; ивр. דוֹנָש הלוי בֵּן לָבְרָט‎; араб. دناش بن لبراط‎) — раввин, поэт, писатель

, филолог, лингвист и комментатор Библии, основатель старой метрики в древнееврейской поэзии (по арабскому образцу).

## Биография
Дунаш бен Лабрат родился ок. 920 года в Фесе. Иногда Дунаша называют его древнееврейским именем Адоним га-Леви. Дунаш бен Лабрат происходил из очень богатой и знатной семьи и был учеником известного Саадии Гаона. Юность свою он провёл в Фесе и, ещё не достигнув тридцатилетнего возраста, был приглашен к еврейскому врачу и министру Хасдаи ибн Шапруту, жившему при дворе эмира Абд ар-Рахмана III.
Несмотря на то, что Дунаш бен Лабрат был учеником Саадии, он написал резкий критический разбор его арабского перевода Библии (труд издан с рукописи Робертом Шретером, Бреславль, 1866). Дунаш бен Лабрат отметил ряд ошибок в переводе, причём обнаружил образцовое знание древнееврейского языка в лексическом и грамматическом отношениях. Ответ на этот критический разбор был дан впоследствии Авраамом ибн-Эзрой в особом сочинении («Schefat Jeter»).
Когда Дунаш бен Лабрат получил приглашение в Кордову, у него завязался литературный спор с Менахемом бен-Саруком, составившим лексикон древнееврейского библейского языка. Этот спор был важным событием в истории древнееврейского языкознания. Дунаш бен Лабрат первый доказал, что древнееврейскому языку свойствен трёхбуквенный корень, и соответственно этому легко различал отдельные корни слов и их флексии
. Критика Дунаша бен Лабрата, направленная против Менахема, была написана в резком и пренебрежительном тоне. Трудно сказать, находился ли в связи с этой критикой разрыв, происшедший между Менахемом и его покровителем Хасдаи ибн-Шапрутом. Во всяком случае, критика могла обострить уже существовавшее трение. Свой отзыв Дунаш бен Лабрат послал Хасдаи ибн-Шапруту в сопровождении весьма лестного поэтического посвящения, где впервые была применена изобретенная им метрика по арабскому образцу. Посвящение составлено из четырёхстрочных строф; три строки каждой строфы рифмуются между собою, четвёртая, последняя, рифмуется повсюду на «айм». Метрика здесь впервые определяется техническим выражением «мишкал» (равновесие). За этим посвящением следовало высокопарное поэтическое введение в стиле тогдашних арабских ученых, направленное против Менахема.
Новый род древнееврейского творчества вызвал, по-видимому, большой интерес. Ученики Менахема, Исаак Хегусталия и Исаак бен-Иуда бен-Дауд, поспешили ответить на критику Дунаша бен Лабрата и также посвятили свой труд всемогущему меценату Хасдаи ибн-Шапруту. Посвящение было написано таким же размером, как и посвящение Дунаша бен Лабрата, чем составители хотели доказать, что и они владеют этой формой. Принципиально же они отвергали её, назвав её произвольным и вредным для еврейского языка новшеством. Антикритика была составлена в столь же оскорбительном тоне, в каком написана критика Дунаша бен Лабрата.
На это сочинение ответил Иегуда ибн-Шишат, также в крайне резкой форме. В длинном стихотворном введении (154 строфы), написанном размером и рифмой стихотворения Дунаша бен Лабрата, Шишат отмечает значение своего учителя, бранит антикритиков и подтверждает все, что Дунаш бен Лабрат привел против Менахема.
В середине XII века все эти сочинения, критика и антикритика, оказались в руках известного ученого рабби Якова бен-Меира (Раббену Там), пытавшегося реабилитировать Менахема. Вообще северонемецкая школа экзегетов и филологов продолжала придерживаться теорий Менахема, не считаясь с возражениями Дунаша бен Лабрата. В научном отношении теория Дунаша бен Лабрата, к которой примкнули классики древнееврейской грамматики и лексикографии, впоследствии одержала победу.
Выступал ли Дунаш бен Лабрат также в качестве литургического поэта, установить теперь невозможно, ибо стихи с акростихом его имени могут принадлежать и не Дунашу бен Лабрату: это имя носили, как известно, многие еврейские ученые. По языку и размеру Дунашу бен Лабрату можно приписать три литургических сочинения (субботнюю и две свадебные песни религиозного содержания. Иегуда Алхаризи отзывался о Дунаше бен Лабрате, как о поэте, «стихотворения которого отличаются грацией». Возможно, ему были известны другие сочинения Дунаша бен Лабрата, не дошедшие до наших дней.
Дунаш бен Лабрат умер ок. 990 года в испанской Кордове.